# 新布拉格 (明尼蘇達州)
新布拉格（英語：New Prague）是一個位於美國明尼蘇達州勒蘇爾縣及斯科特縣的城市。

## 人口
根據2020年美國人口普查的數據，新布拉格的面積為10.02平方千米，皆為陸地。當地共有人口8162人，而人口密度為每平方千米815人。